# Futhark antiguo
El futhark antiguo es la forma más antigua del alfabeto rúnico, usado para escribir en protonórdico por las tribus germánicas tanto en los dialectos escandinavos como en los dialectos germánicos del periodo de migraciones germánicas entre los siglos III y VIII, permaneciendo inscrito en objetos como joyas, amuletos, herramientas, armas y piedras rúnicas. 
En Escandinavia, esta forma de escritura evolucionó simplificándose al futhark joven en el siglo XIII, mientras que los anglosajones y los frisones extendieron el futhark que terminó convirtiéndose en el futhorc al desarrollarse el anglosajón.
A diferencia del futhark joven, que permaneció en uso hasta los tiempos modernos, el futhark antiguo fue olvidado, perdiéndose la capacidad de leer sus inscripciones, y recién en 1865 el lingüista noruego Sophus Bugge consiguió descifrarlo.

Las runas del futhark antiguo agrupadas en los tres grupos, llamados ætt como los clanes escandinavos.

## Alfabeto
El futhark antiguo, que a semejanza de la palabra abecedario debe su nombre a los sonidos de los nombres de las seis runas iniciales: F, U, Þ, A, R y K, consta de 24 runas, generalmente organizadas en tres grupos o combinaciones de ocho, llamados aett como los clanes escandinavos. En la siguiente tabla se presenta cada runa con su transliteración latina corriente, su nombre y la transcripción de su sonido AFI:
| Runa            |         |         |          |        |         |         |        |         |
| Nombre          | *fehu   | *ūruz   | *þurisaz | *ansuz | *raidō  | *kauną  | *gebō  | *wunjō  |
| Transliteración | f       | u       | þ        | a      | r       | k       | g      | w       |
| Sonido AFI      | /f/     | /u(ː)/  | /θ/, /ð/ | /a(ː)/ | /r/     | /k/     | /g/    | /w/     |
| Unicode         | /ᚠ/     | /ᚢ/     | /ᚦ/      | /ᚨ/    | /ᚱ/     | /ᚲ/     | /ᚷ/    | /ᚹ/     |
| Runa            |         |         |          |        |         |         |        |         |
| Nombre          | *haglaz | *naudiz | *īsą     | *jērą  | *īwaz   | *perþō? | *algiz | *sōwulō |
| Transliteración | h       | n       | i        | j      | ï (o æ) | p       | z      | s       |
| Sonido AFI      | /h/     | /n/     | /i(ː)/   | /j/    | /æː/(?) | /p/     | /z/    | /s/     |
| Unicode         | /ᚺ/     | /ᚾ/     | /ᛁ/      | /ᛃ/    | /ᛇ/     | /ᛈ/     | /ᛉ/    | /ᛊ/     |
| Runa            |         |         |          |        |         |         |        |         |
| Nombre          | *tīwaz  | *berkō  | *ehwaz   | *mannz | *laguz  | *ingwaz | *dagaz | *ōþalą  |
| Transliteración | t       | b       | e        | m      | l       | ŋ       | d      | o       |
| Sonido AFI      | /t/     | /b/     | /e(ː)/   | /m/    | /l/     | /ŋ/     | /d/    | /o(ː)/  |
| Unicode         | /ᛏ/     | /ᛒ/     | /ᛖ/      | /ᛗ/    | /ᛚ/     | /ᛜ/     | /ᛞ/    | /ᛟ/     |

þ equivale a la transcripción fonética AFI [θ].  se transcribe bien como ï o æ, y posiblemente representara tanto al diptongo como a un sonido vocálico cerca de [ɪ] o [æ]. 
La runa  que sonaba en protonórdico como [z] evolucionaría en nórdico antiguo a [ɹ], transliterándose como R. Los sonidos de las demás transliteraciones corresponden a los de la transcrípción IFA de cada letra.
La primera secuenciación conocida de una lista alfabética de runas está datada alrededor del año 400 y se encontró en la piedra rúnica de Kylver en Gotland, apareciendo en el siguiente orden:
[f]uþarkg[w]hnijpïzstbemlŋdo
Se han encontrado otros dos ejemplos de inscripciones antiguas de alfabetos en dos monedas, el bracteato de Vadstena y el bracteato de Vadstena (siglo XI), en las que se muestra la división en los tres ætts, con las posiciones de los pares ï, p y o, d invertidas respecto a las de la piedra de Kylver, de la siguiente forma:
fuþarkgw; hnijïpzs; tbemlŋod.
En el bracteato de Grumpan aparece una lista de alrededor del 500 idéntica a la encontrada en las otras monedas pero incompleta:
fuþarkgw ... hnijïp(z) ... tbeml(ŋ)(o)d.

## Unicode
Hay disponibles actualmente varias fuentes true Type que plasman las runas, como: Junicode, FreeMono y FreeRuneCode. Para introducir las runas en un ordenador se necesita una herramienta en el teclado. Existen herramientas de software libre con teclas para todas las runas del futhark antiguo y para Microsoft Windows, gratuitas y que opera con fuentes Junicode, FreeMono y FreeRuneCode.

## Orígenes
En general se cree que el futhark antiguo procede de los antiguos alfabetos itálicos, posiblemente tanto de las variantes del norte (alfabetos etrusco o rético) como del alfabeto latino mismo. La teoría de que derivó del alfabeto griego por medio del contacto de los godos con los griegos bizantinos fue popular en el siglo XIX, pero quedó desechada tras la datación de las inscripciones de Vimose que estableció que eran del siglo II, cuando los godos entraron en contacto con la cultura griega a partir del comienzo del siglo III. Es más, el alfabeto gótico, derivado del griego en el siglo IV, tiene sólo dos letras derivadas de las runas,  (de *jērą) y  (de *ūruz).
La forma angular de las runas, presumiblemente una adaptación a la incisión en la madera y el metal, no es una innovación germánica, sino que es una característica compartida con otros alfabetos antiguos, incluyendo los itálicos antiguos, como se comprueba al comparar, por ejemplo, la inscripción latina de Duenos) o la etrusca del yelmo de Negau (siglo I a. C.), que presenta un nombre germánico, Hariagastiz, y da testimonio del temprano contacto de los germanoparlantes con la escritura alfabética. De forma similar, la inscripción de Meldorf (de alrededor del año 50) puede calificarse de un uso "proto-rúnico" de los germanoparlantes usando el alfabeto latino. Parece que las formas de las letras del "alfabeto de Bolzano" del rético encajarían particularmente bien. La inscripción de la lanza de Kovel, datada del 200 aproximadamente, avanza de una peculiar variante goda de escritura. Su texto tilarids parece de hecho más letras itálicas antiguas que alfabeto rúnico, escritas de derecha a izquierda y con una T y una D más próximas a las latinas o las etruscas que a las de Bolzano o alfabetos rúnicos.
Las runas equivalentes a f, a, g, i, t, m y l no presentan variación y se acepta ampliamente que son idénticas a las letras itálicas antiguas o latinas F, A, X, I, T, M y L. También hay un amplio consenso en que las runas correspondientes a u, r, k, h, s, b y o derivan de las letras V, R, C, H, S, B y O.
Las runas de origen incierto puede que fueran o bien creaciones originales o transformaciones de las letras latinas. Odenstedt sugiere que se adoptaron 22 letras del alfabeto latino clásico (siglo I, ignorando la marginal K) viniendo (þ de D,  de Y,  de Q,  de P,  de G,  de Z), y siendo las dos runas restantes ( y ) innovaciones germánicas, pero hay controversia entre los expertos respecto al origen de *ehwaz (¿de E?), *naudiz (¿de N?), þ (¿de D o del rético Θ?), y las runas *wunjō (¿Q o P?), *īwaz y *algiz (¿ambas de las latinas Z o Y?), *ingwaz (¿Q?) y *dagaz.

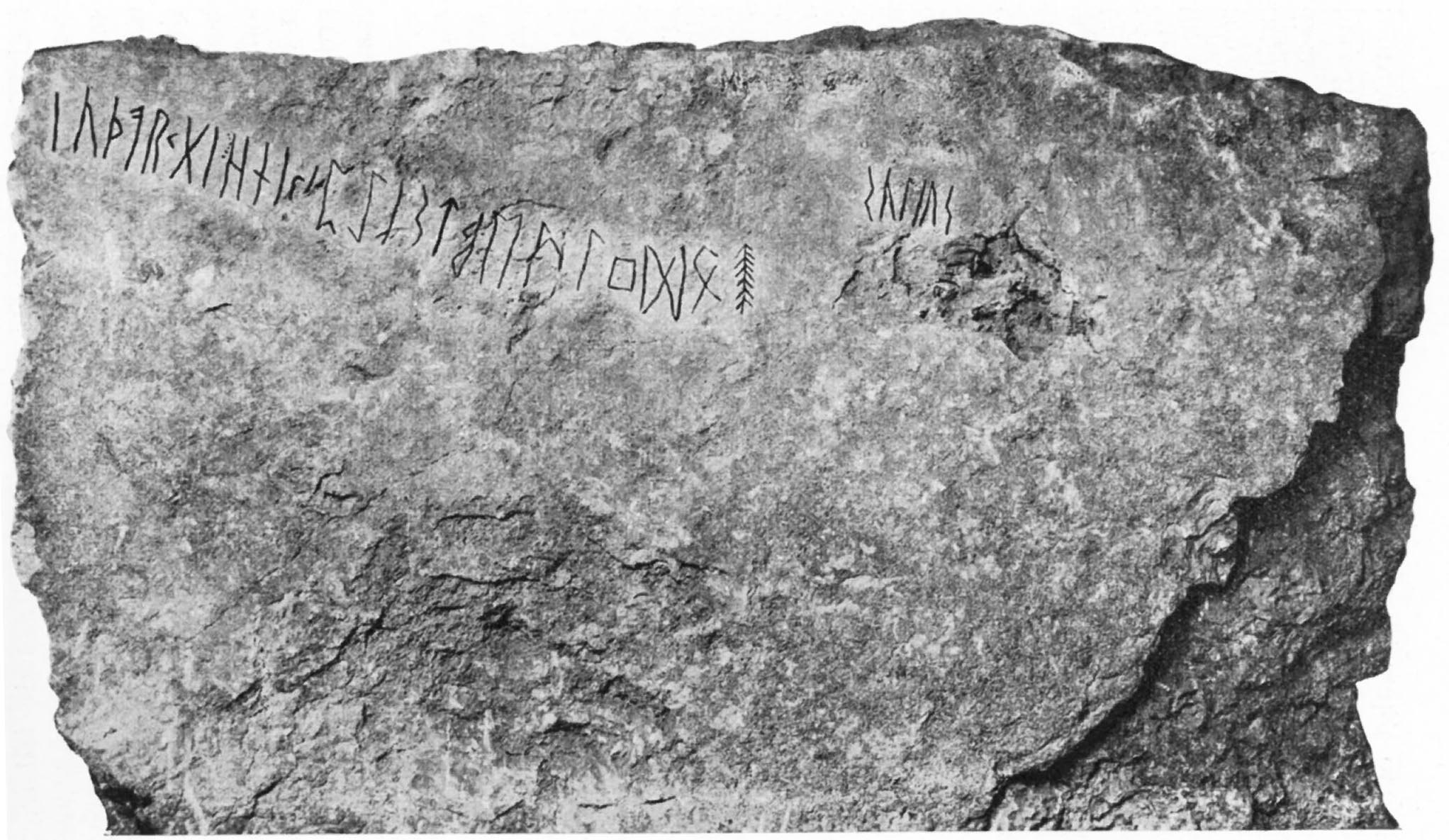
Piedra Kylver.

De las 24 runas del futhark clásico plasmadas en las inscripciones del año 400 (piedra rúnica de Kylver), *īwaz, *perþō e *ingwaz no aparecen el las primeras inscripciones del periodo 175 al 400, mientras que ehwaz en este periodo principalmente aparece con forma de pi (Π), su forma de M () fue ganando prevalencia solo a partir del siglo V. De forma similar la runa con valor de s podía tener tres variantes de trazo del signo () o cuatro variantes del signo () (y más raramente 5), y sólo a partir del siglo V las tres formas definitivas se hicieron prevalentes.
Las runas características de los siglos VI y VIII tienden a tener sólo trazos en tres direcciones: verticales o en las dos diagonales, mientras que las inscripciones más antiguas también muestran trazos horizontales en el caso de *ehwaz mencionado anteriormente, y también en el caso de *tīwaz, *laguz, *ingwaz y *haglaz.

### Datación y propósito
Generalmente se estima que la datación de la creación del primer alfabeto rúnico sería de aproximadamente el primer siglo de nuestra era, las últimas estimaciones lo retrasarían al siglo II. La cuestión es en cuánto estimar el periodo indeterminado entre la creación del alfabeto y las inscripciones de Vimose datada en el año 160. Si tanto *īwaz como *algiz realmente derivan de las latinas Y or Z, como sugiere Odenstedt, el siglo I quedaría descartado porque estas letras no se introdujeron en el alfabeto latino hasta el reinado de Augusto.
Otros expertos se contentan con asumir el periodo indeterminado alrededor del comienzo del siglo II. Pedersen (y con él Odenstedt) sugiere que el periodo de desarrollo de alrededor de un siglo contando desde su supuesta derivación de las formas de þ () y j () de las latinas D y G.
La invención de las letras se atribuyen a una sola persona, o a un grupo de personas que estaban en contacto con la cultura romana, quizás mercenarios en el ejército romano o mercaderes. Estas letras tienen un propósito inicial de usarse en la escritura, pero hay otras opiniones que hacen hincapié en otros propósitos además del práctico como el mágico o recreativo, como graffitis. Bæksted afirma que en su estado inicial, las runas eran una escritura "artificial, recreativa, no necesariamente imitaba el uso de as letras latinas", al igual que los bracteatos germánicos imitaban las monedas romanas, una opinión aceptada por Odenstedt debido a la naturaleza primario del cuerpo de inscripciones antiguas (siglo II al IV).

## Nombres asociados a las runas
Cada runa parecía tener un nombre elegido para representar el sonido de la propia runa. Los nombres de las runas del futhark antiguo no se han encontrado en los registros históricos. Sin embargo estos nombres en protonórdico han sido reconstruidos lingüísticamente a partir de los nombres de las runas de alfabetos posteriores que sí quedaron registrados en los poemas rúnicos y los nombres de las letras relacionadas del alfabeto gótico.
Los nombres de las runas tienen un nombre cuyo primer fonema es aquel al que representa la propia letra (principio de acrofonía), con las únicas excepciones de *ingwaz y *algiz. El sonido z del protogermánico que representa la runa *algiz nunca aparece en la inicial de una palabra en protonórdico. Este fonema fue adquiriendo un sonido parecido al de una r en protonórdico, que normalmente se transcribe como R, que finalmente se transformaría en una verdadera r en islandés, dejando a esta runa como una letra superflua. El caso de *ingwaz es similar, su sonido ng tampoco aparece en la inicial de ninguna palabra.
A pesar de haber sido obtenidos por reconstrucción lingüística, se asume que la mayoría de los nombres de las runas del futhark antiguo serían correctos porque coinciden con nombres de cosas y propios en gótico, anglosajón y nórdico antiguo. Estos nombres eran de objetos tanto de la vida diaria como de la mitología.
| Runa | CCS | Transliteración | AFI      | Nombre protonórdico    | Traducción                                          |
| ---- | --- | --------------- | -------- | ---------------------- | --------------------------------------------------- |
|      | ᚠ   | f               | /f/      | *fehu                  | "ganado"                                            |
|      | ᚢ   | u               | /u(ː)/   | *ūruz/*ūraz            | ''uro" (bóvido extinto similar al toro)/ ''luvia''? |
| th,þ | ᚦ   | þ               | /θ/, /ð/ | *þurisaz               | "gigante"                                           |
|      | ᚨ   | a               | /a(ː)/   | *ansuz                 | ''dios, deidad''                                    |
|      | ᚱ   | r               | /r/      | *raidō                 | "cabalgata, viaje, paseo"                           |
|      | ᚲ   | k               | /k/      | *kauną/*kaunan?/*kiʀn? | ''hervir?/"resina para antorcha"?                   |
|      | ᚷ   | g               | /g/      | *gebō                  | "regalo"                                            |
|      | ᚹ   | w               | /w/      | *wunjō                 | "alegría, deleite, placer"                          |
|      | ᚺ ᚻ | h               | /h/      | *haglaz                | "granizo"                                           |
|      | ᚾ   | n               | /n/      | *naudiz                | "necesidad, problema, angustia"                     |
|      | ᛁ   | i               | /i(ː)/   | *īsą/*īsaz             | "hielo"                                             |
|      | ᛃ   | j               | /j/      | *jērą                  | "año"                                               |
| ï,ei | ᛇ   | ï (or æ)        | /æː/(?)  | *īwaz/*īhwaz           | "tejo"                                              |
|      | ᛈ   | p               | /p/      | *perþō?                | traducción incierta/ ''azar''?/ ''árbol peral''?    |
|      | ᛉ   | z               | /z/      | *algiz                 | "alce"                                              |
|      | ᛊ   | s               | /s/      | *sōwulō/*sōwilō        | "sol"                                               |
|      | ᛏ   | t               | /t/      | *tīwaz                 | "dios, deidad"/ ''dios Tīwaz, Týr, Marte''          |
|      | ᛒ   | b               | /b/      | *berkō/ *berkaną?      | "abedul"/ ''ladrar''?                               |
|      | ᛖ   | e               | /e(ː)/   | *ehwaz                 | "caballo"                                           |
|      | ᛗ   | m               | /m/      | *mannz/*mann-          | "hombre, persona"                                   |
|      | ᛚ   | l               | /l/      | *laguz/*laukaz?        | "agua, lago, mar"/ ''puerro''?                      |
|      | ᛜ ᛝ | ŋ               | /ŋ/      | *ingwaz/*inguz         | "dios Ingwaz, Ing, Yngvi-Freyr"                     |
|      | ᛟ   | o               | /o(ː)/   | *ōþalą/*ōþil           | "tierra natal, tierra propia, herencia"             |
|      | ᛞ   | d               | /d/      | *dagaz                 | "día"                                               |

Los nombres de las runas son tomados de tres ámbitos:
- Religión: Dios, y las deidades Æsir, Jotun, Tiwaz, Ingwaz.

- Naturaleza: Sol, día, granizo, hielo, lago, agua, abedul, tejo, peral, alce, uro, espiga.

- Entorno humano: hombre, riqueza/ganado, caballo, hacienda/herencia, escoria, cabalgar/viaje, año/cosecha, regalo, alegría, necesidad, úlcera/enfermedad.

Esta coincidencia de los nombres de las runas con objetos hizo que se les atribuyera la representación del espíritu de dichos objetos y adquirieran el carácter benefactor o desfavorable de dichos objetos en el chamanismo nórdico y fueran usadas como oráculos para la adivinación.

## Cuerpo de las inscripciones

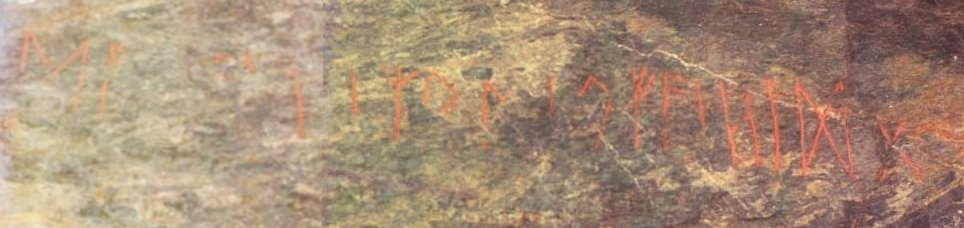
[ek go]dagastir runo faihido inscripción del en la piedra de Einang

Se han encontrado inscripciones en futhark antiguo en objetos diseminados en la región comprendida entre los Cárpatos y Laponia, con la máxima concentración en Dinamarca. Generalmente son textos cortos grabados en objetos de orfebrería (bracteatos, fíbulas, hebillas), utensilios (peines, ruecas) o armas (puntas de lanza, cuchillos) encontrados principalmente en tumbas y ciénagas, además de las piedras rúnicas.

### Inscripciones escandinavas
Hay palabras que aparecen frecuentemente en las inscripciones de los bracteatos, posiblemente con significado mágico, como alu, laþu y laukaz. Su significado es incierto, aunque alu se también está relacionado con la cerveza "ale", en un contexto de bebida ritual, y laukaz está relacionado con "puerro, ajo", en un contexto de invocación de fertilidad y crecimiento. 
Uno de los primeros ejemplos de una inscripción más larga, en un hacha de mano encontrada en Nydam, Jutlandia dice: wagagastiz / alu:??hgusikijaz:aiþalataz (wagagaztiz "huésped/portador de la ola" podría ser un nombre de persona, el resto se lee alu:wihgu sikijaz:aiþalataz con un significado metafórico de alu de "portador de la ola/llama" al que seguiría "Yo, el que hace el juramento se consagra/lucha". La oscuridad de incluso las interpretaciones corregidas es corriente en las inscripciones rúnicas que van más allá de transcribir un nombre personal. Un término que se encuentra frecuentemente en las primeras inscripciones es Erilaz, que aparentemente designa a una persona que conoce las runas.
La inscripción rúnica más antigua data aproximadamente del año 160 y fue encontrada en el peine de Vimose descubierto en una ciénaga de Vimose, Funen. En la inscripción se lee harja, que puedes ser un nombre y un adjetivo probablemente el término protogermánico *harjaz proveniente del protoindoeuropeo *koryos "guerrero", o simplemente la palabra "peine" (*hārjaz). Otra de las primeras inscripciones se encontró en la vaina de Thorsberg (aprox. 200), probablemente con el nombre del dios Ullr.

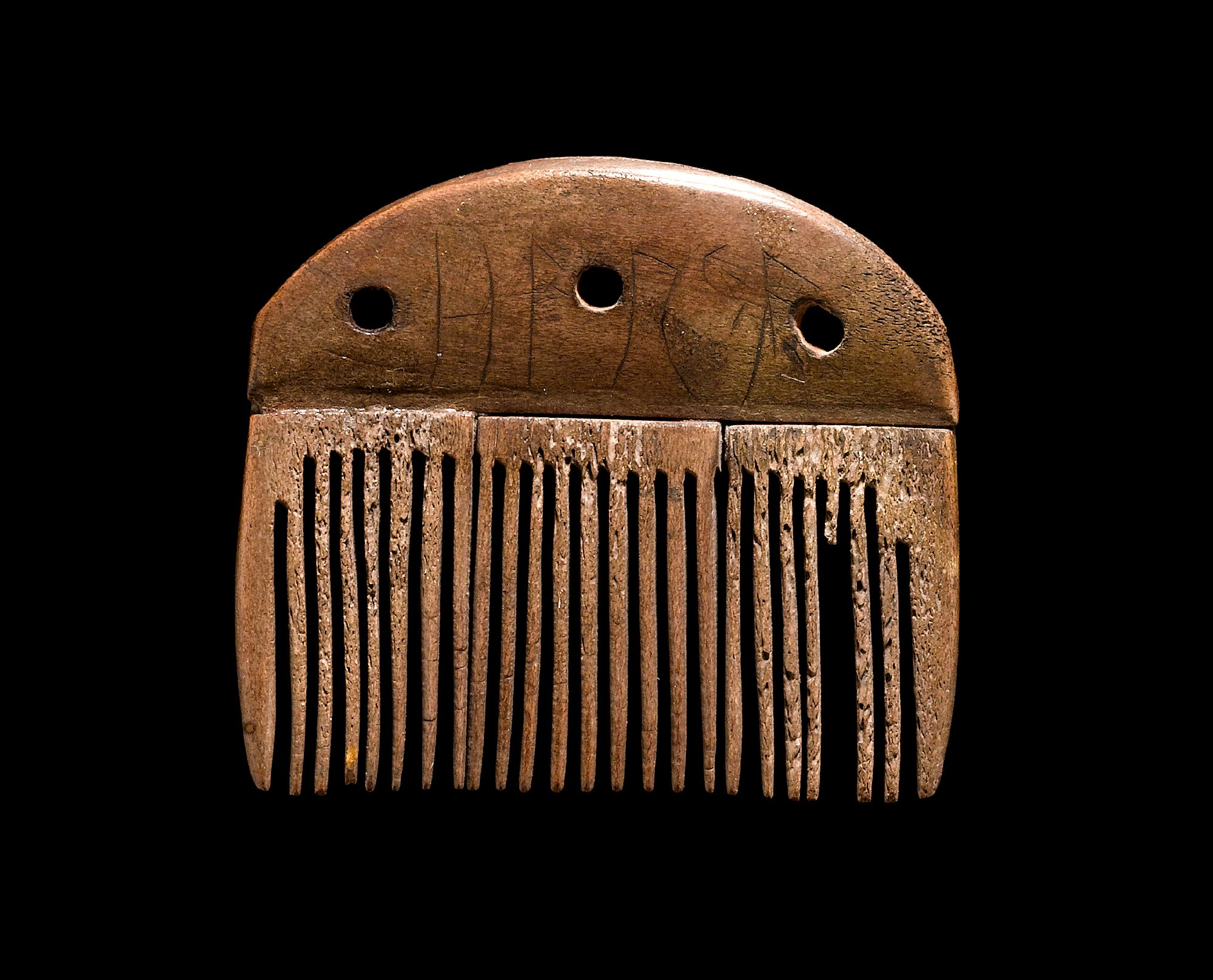
Peine de Vimose.

Las piedras rúnicas empiezan a mostrar la transición hacia el futhark joven desde el siglo VI, con ejemplos de esta transición tales como las piedras de Björketorp o Stentoften. Al principio del siglo IX todavía se conocía y utilizaba el futhark antiguo, como puede verse en la piedra de Rök donde el grabador usó ambos alfabetos, futhark antiguo y joven.
La inscripción más larga del futhark antiguo, y una de las más recientes (siglo XIII), es la de la piedra de Eggja que consta de unos 200 caracteres en una de las primeras estrofas de un poema en nórdico antiguo.
En el Astrágalo de Caistor se lee raihan "corzo", siendo la inscripción más antigua en las islas británicas, datada alrededor del año 400, en el inicio de la Britania posromana y anterior a las modificaciones del alfabeto futhorc.

### Inscripciones continentales
Las inscripción más antiguas encontradas en el continente europeo (anteriores al año 500) se dividen en dos grupos: por un lado las del área de la costa del mar del norte y el norte de Alemania, incluyendo parte de holanda, relativas a los sajones y frisios (con el germánico septentrional como lengua franca), y por el otro algunas inscripciones desde el Oder al sudeste de Polonia, y hasta los Cárpatos (ej. el aro de Pietroassa), relativas a las tribus germánicas del este. Este último grupo de inscripciones dejó de producirse durante en el siglo V, el periodo del contacto de los godos con el imperio romano y su conversión al cristianismo.

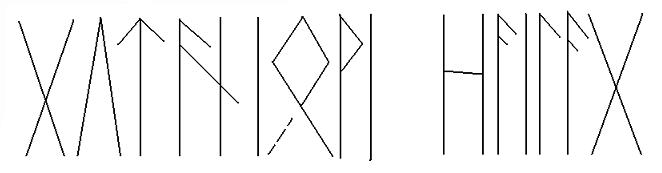
Inscripción del aro de Pietroassa.

En este periodo inicial no hay una tradición rúnica específica de los germanos occidentales. Esto cambió a comienzos del siglo VI, durando aproximadamente un siglo (de la década de los 520 a la de los 620), cuando aparece la "provincia rúnica" alamana, con ejemplos de fíbulas, partes de armas y hebillas grabados. Como en el caso de los germanos de este, el uso de runas desapareció con la cristianización, en el caso de los alamanes esto ocurrió en el siglo VII.

### Distribución

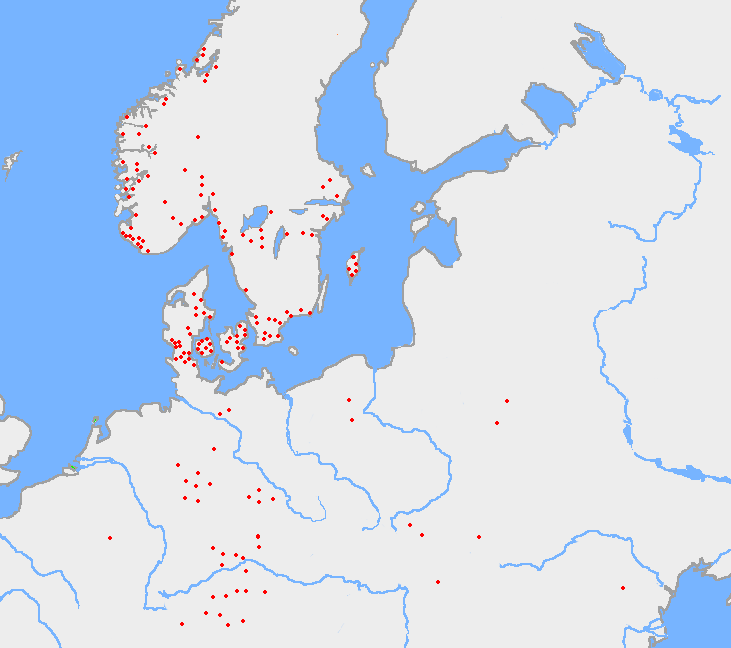
Mapa de los lugares donde han sido encontradas inscripciones en futhark antiguo.

Hay unas 350 inscripciones conocidas en futhark antiguo. De las cuales unas 81 inscripciones en la zona sur (Alemania, Austria, Suiza) y unas 267 de Escandinavia hacia el norte. El número exacto de inscripciones está sometido a debate debido a que algunas son sospechosas de ser falsificaciones y otras inscripciones están en disputa (supuestas runas que pueden ser grabados aleatorios, simples ornamentos o letras latina). De las inscripciones escandinavas 133 se encuentran en bracteatos (en comparación con solo 2 en las del sur), y 65 están en piedras rúnicas (no ha quedado ningún ejemplo en el sur). Las inscripciones del sur se encuentran predominantemente en fíbulas (43, a diferencia de las 15 escandinavas). Las piedras rúnicas escandinavas pertenecen al último periodo del futhark antiguo, y son el preludio a la explosión medieval de piedras rúnicas en futhark joven (unas 6.000 han llegado a la actualidad).
Las inscripciones en futhark antiguo son raras, probablemente sólo una minoría de la población total eran capaces de leerlas en la época, por lo que el conocimiento de las runas era realmente un secreto durante la época de las migraciones germánicas. De las 366 lanzas extraídas de las excavaciones de Illerup sólo 2 llevaban inscripciones. Una proporción similar se estima en Alamania en las 170 tumbas excavadas.
Se estima que el número total de inscripciones que se podrían haber hecho serían una 40.000 según el "cálculo runológico mínimo" (diez individuos haciendo diez inscripciones por año durante cuatro siglos). El número real sería probablemente considerablemente mayor. Haciendo un cálculo estadístico con las 80 inscripciones conocidas de la región sur que proceden de unas 100.000 tumbas conocidas. En un total de 50.000.000 tumbas que debió haber, según cálculos de densidad de población en toda la época, en esa proporción se tendrían que haber producido unas 80.000 inscripciones sólo en la región del sur merovingio (y quizás un total de 400.000, así que el cuerpo de inscripciones que han llegado a nosotros es sólo el 0.1% del total), y Fischer estima que habría varios cientos de letrados que podrían haber grabado runas durante el periodo, unos 1.600 durante el periodo rúnico alamán del siglo VI.

### Lista de inscripciones
Según Looijenga (1997) y Lüthi (2004) las inscripciones en futhark antiguo son:
- Escandinavia
  - Periodo I (150–550)
    - Inscripciones de Vimose (6 objetos, 160–300)
    - Punta de lanza de Gotland (aprox. 180), gaois
    - Punta de lanza de Ovre Stabu (aprox. 180), raunijaz
    - Inscripciones de Illerup (9 objetos)
    - Cuernos de oro de Gallehus (aprox. 400)
    - Piedra de Einang (aprox. 400)
    - Piedra de Kylver (aprox. 400)
    - Piedra rúnica de Rö (400-450)
    - Piedra rúnica de Kalleby (siglo V)
    - Piedra rúnica de Möjbro (400-550)
    - Piedra rúnica de Järsberg (500-550)

  - Bracteatos: 133 en total 
    - Seeland-II-C (aprox. 500)
    - Bracteato de Vadstena
    - Bracteato de Tjurkö

  - Periodo II (550–700)
    - Piedra rúnica de Skåäng (¿siglo VI?)
    - Piedra rúnica de Björketorp
    - Piedra rúnica Gummarp
    - Piedra rúnica de Istaby
    - Piedra rúnica de Stentoften

- Europa suroriental (200–550): 4
  - Inscripciones rúnicas góticas (200–350)

- Inscripciones continentales (principalmente en Alemania; 200–700): 50 legibles, 15 illegibles (39 broches, 11 partes de armas, 4 accesorios y hebillas, 3 broches de correa, 8 otros)
  - Vaina de Thorsberg (aprox. 200)
  - Fíbula de Nordendorf
  - Hebilla de Pforzen
  - Fíbula de Bülach